# عثمان مسعود شريف
عثمان مسعود عثمان شريف (بالإنجليزية: Othman Masoud Othman Sharif)‏ هو محام وسياسي تنزاني يشغل منصب النائب الأول لرئيس زنجبار. وهو أيضا عضو في حزب التحالف من أجل التغيير والشفافية.